# 北极 (电影)
《北极》（英語：Arctic）是於2018年上映的冰岛劇情片，由乔·佩纳执导，佩纳和瑞安·莫里森（Ryan Morrison）编剧。这部电影是冰岛与美国的合拍片，由麦斯·米科尔森主演。米科尔森在影片中饰演一名被困于北极的男子。2018年该片在第71屆坎城影展首映，后于2019年2月1日上映影院。

## 剧情简介
奥弗加德 (Overgård) 因驾驶的飞机坠毁，被困在北极等待救援。奥弗加德为了生存，每天都会记录观察周围环境的地理信息，利用手摇发电机发送求援信标，除此之外他还会钓鱼以确保自己不会饿死。有一天，他发现了一架直升机并对其发送求救信号弹，但是因为当时刮起了巨大的暴风雪，这架直升机在尝试降落的过程中坠毁。直升机的飞行员在事故中丧生，只有一位女乘客活了下来，但她因受重伤而短暂失去了意识。奥弗加德将她带到自己的飞机里进行疗伤，并在她清醒时不断让对方抓握自己的双手来确保对方的生命体征。
但很明显，女乘客需要尽快得到医治，奥弗加德无法坐以待毙，只好冒险带着她穿越山谷，以尝试到达海岸得到更快的救援。期间他经历了无法越过的山坡，和北极熊的威胁，甚至一度以为女乘客已经死亡，而自己也随后不慎跌入裂谷失去了知觉。等他醒来后，他扯破了自己的腿才得以让自己逃脱裂谷，令人惊喜的是当他返回地面，他发现那位女士竟还活着，他激动地流下泪水，并拖着腿上的伤继续带着女人赶路。
就在他力气耗尽时，他看到远处海岸旁正停着一架直升机。他点燃了最后的照明弹，甚至不惜点燃了自己的衣服加大火势，但始终没能引起机组人员的注意。他眼睁睁看着直升机起飞离他们远去，精疲力竭的他躺在了女人的身边，握住她的手，绝望地闭上了双眼。而那架早已飞走的直升机最后降落在了他们身后。

## 演员表
- 麦斯·米科尔森 - 奥弗加德
- 玛丽亚·塞尔玛·斯马拉多蒂尔（英语：María Thelma Smáradóttir） - 女乘客
- 廷特里奈·提哈苏克（Tintrinai Thikhasuk） - 直升机飞行员

## 拍摄
该片历时19天于冰岛拍摄完成。 麦斯·米科尔森称这部电影的拍摄是他职业生涯中最困难的一次。 

## 上映
2018年4月12日，该片入围2018年戛纳电影节金攝影機獎。 布利克街独立电影公司获得了该片的美国发行权。 
2023年2月1日，该片在美区Netflix上映，并迅速登上当周热门电影榜榜首。 